# Тарджуманян Генрік Вартанович
Генрік Вартанович Тарджуманян (1927, село Дзаг, тепер Вірменія — 2014, місто Єреван, Вірменія) — вірменський радянський діяч, голова Вірменської республіканської ради профспілок, 1-й секретар Кіроваканського міського комітету КП Вірменії. Депутат Верховної ради Вірменської РСР 6—7-го і 10—11-го скликань. Депутат Верховної ради СРСР 8—9-го скликань. Кандидат технічних наук.

## Життєпис
У 1951 році закінчив Вірменський сільськогосподарський інститут.
У 1951—1957 роках — контролер-механік, головний інженер, директор Анійської, Кафанської, Карабахларської машинно-тракторних станцій Вірменської РСР.
Член КПРС з 1955 року.
У 1957—1959 роках — директор Вединської ремонтно-технічної станції Вірменської РСР.
У 1959—1960 роках — інструктор відділу сільського господарства ЦК КП Вірменії.
У 1960—1961 роках — головний інженер і заступник начальника управління «Головторгмаш» при Раді міністрів Вірменської РСР. У 1961 році — заступник голови республіканського об'єднання «Вірмсільгосптехніка».
У 1961—1962 роках — 1-й секретар Басаргечарського районного комітету КП Вірменії.
У 1962—1964 роках — начальник Мартунінського колгоспно-радгоспного виробничого управління Вірменської РСР.
У 1964—1965 роках — заступник голови, в 1965—1967 роках — голова республіканського об'єднання «Вірмсільгосптехніка».
У 1967—1969 роках — 1-й секретар Кіроваканського міського комітету КП Вірменії.
У жовтні 1969 — 21 травня 1975 року — голова Вірменської республіканської ради профспілок.
21 січня 1975 — 19 грудня 1985 року — міністр сільського господарства Вірменської РСР.
25 грудня 1985 — 29 березня 1988 року — голова Державного комітету Вірменської РСР із охорони навколишнього середовища.
29 березня 1988 — 1990 року — голова Державного комітету Вірменської РСР із охорони природи.
Потім —  на пенсії в місті Єревані.
Помер у 2014 році в Єревані.

## Нагороди
- орден Жовтневої Революції
- два ордени Трудового Червоного Прапора (27.08.1971)
- орден Дружби народів
- медалі